# The Land of Dead Things
Pour plus de détails, voir Fiche technique et Distribution.
The Land of Dead Things est un film muet américain réalisé par Burton L. King et sorti en 1913.

## Fiche technique
- Titre : The Land of Dead Things
- Réalisation : Burton L. King
- Scénario :
- Producteur : Thomas H. Ince
- Société de production : Broncho Film Company
- Société de distribution : Mutual Film
- Pays de production :  États-Unis
- Langue : Anglais
- Format : Noir et blanc — 35 mm — 1,33:1 — Muet
- Genre : Film dramatique
- Durée :
- Date de sortie : 
  - États-Unis : 17 septembre 1913

## Distribution
- Richard Stanton :
- Ann Little :
- Walter Edwards :
- Joe Goodboy :
- Jean Hathaway :
- William Calhoun :
- Leigh Smith :